# 121-я танковая бригада
121-я танковая бригада имени Наркомата среднего машиностроения — воинское соединение Вооружённых Сил СССР в Великой Отечественной войне.
Сокращённое наименование — 121 тбр.

## Создание
Свою историю бригада ведёт от Особой танковой бригады РГК Наркомсредмаша (в дальнейшем — 63-я танковая бригада имени Наркомата среднего машиностроения) сформированной на основании постановления ГКО № ГКО-98сс от 11 июля 1941 года и приказа наркома среднего машиностроения № 331сс от 13 июля 1941 года. Формирование подразделений которой должно было производиться непосредственно на заводах наркомата среднего машиностроения и последующей передислокацией к 25 августа в Москву. Комплектование бригады материальной частью предусматривалось только сверхплановой продукцией выпущенной предприятиями Наркомата в июле и августе 1941 года. Директивой заместителя НКО № 30882сс от 24 августа 1941 года недоукомплектованная 63-я танковая бригада имени Наркомсредмаша расформировывалась, на её базе были сформированы 121-я и 122-я танковые бригады имени Наркомата среднего машиностроения.
121-я танковая бригада сформирована в районе станции Кубинка в течение 12 часов 25 августа 1941 года, по штатам № 010/75 — 10/83 от 23 августа 1941 года. При формировании насчитывала 2019 человек личного состава, 15 бронемашин БА-10 и БА-20, 94 танка (7 КВ, 22 Т-34, 65 Т-26).

## Участие в боевых действиях
Период вхождения в действующую армию: с 27 августа 1941 года по 7 февраля 1943 года.
В течение 26 августа 1941 года бригада полностью погрузилась на станции Наро-Фоминск и была направлена в действующую армию в распоряжение командующего Брянским фронтом. 27 августа бригада выгрузилась в районе станции Дятьково и сделав 28-ми километровый марш, сосредоточилась в районе деревни Дорохово.
Участвовала в Рославльско-Новозыбковской наступательной операции, всю 1-ю половину сентября вела кровопролитные бои в составе 50-й армии против 34-й пехотной дивизии, понеся большие потери в технике. Во 2-й половине сентября участвовала в контрударе оперативной группы Ермакова у города Глухов. С 30 сентября 1941 года участвовала в Орловско-Брянской операции 1941 года, в обороне города Рыльск. В начале ноября 1941 года вела бои под посёлком Тёплое, во 2-й половине ноября держала оборону в районе Ефремова, где потеряла оставшиеся танки.
В конце ноября 1941 года сохранившийся боевой состав и матчасть 141-й танковой бригады, погибшей во время Орловско-Брянской операции, направлены на доукомплектование 121-й танковой бригады.
После переформирования с 20 февраля до середины апреля 1942 года вела бои южнее города Барвенково. В составе 9-й армии участвовала в Харьковской операции 1942 г., где потеряла все свои танки. После переформирования с июля 1942 года постоянно участвует в Сталинградской битве, в том числе в операциях «Уран» и «Кольцо», за время боёв несколько раз полностью обновила танковый парк, настолько велики были потери в танках.
Приказом НКО СССР № 58 от 7 февраля 1943 года 121-й отдельной танковой бригаде за мужество и героизм личного состава присвоены почётное звание «Гвардейская» и новый войсковой номер — 27. Бригада стала именоваться: 27-я гвардейская отдельная танковая бригада.

## Факты о бригаде
- В феврале — марте 1942 г. в 121-й танковой бригаде применялось несколько огнемётных танков ОТ-34
- В этой бригаде с февраля по март 1942 года были захвачены и активно использовались до июня 1942 г. 5 трофейных танков: 3 Pz Kpfw III и 2 Pz Kpfw IV[7].
- В этой бригаде воевали танки Челябинский колхозник, построенные на Урале на средства колхозников Челябинской области.
- 121-я бригада 26.01.1943 года замкнула окружение в ходе Операции Кольцо. Северо-западнее Мамаева кургана на месте смычки установлен танк № 18 «Челябинский колхозник» 121-й танковой бригады.

## Подчинение
- Брянский фронт, оперативная группа генерала Ермакова — на 01.10.1941 года
- Юго-Западный фронт, фронтовое подчинение — на 01.01.1942 года
- Южный фронт, фронтовое подчинение — на 01.04.1942 года
- Южный фронт, 37-я армия — на 01.07.1942 года
- Юго-Западный фронт, 1-я гвардейская армия — с 09.08.1942 по 18.08.1942.
- Сталинградский фронт, 1-я гвардейская армия — с 19.08.1942 по 30.09.1942.
- Донской фронт, 1-я гвардейская армия — с 01.10.1942 по 15.10.1942.
- Донской фронт, фронтовое подчинение — на 01.01.1943 года
- Донской фронт, 21-я армия — на 26.01.1943 года

## Оснащение техникой
- на 26.08.1941 — 94 танка, в том числе 7 КВ-1, 22 Т-34, 65 Т-26
- на 20.09.1941 — 73 танка, в том числе 6 КВ, 17 Т-34, 50 Т-26
- на 25.09.1941 — 70 танков, в том числе 6 КВ, 18 Т-34, 46 Т-26
- на 01.11.1941 — 14 танков в том числе 7 Т-34, 7 Т-26.
- на 09.02.1942 — 46 танков, в том числе 10 КВ, 16 Т-34, 20 Т-60
- на 13.05.1942 — 44 танка, в том числе 9 КВ, 12 Т-34, 20 Т-60, 2 Pz Kpfw III, 1 Pz Kpfw IV
- на 17.06.1942 — 50 танков, в том числе 10 КВ, 20 Т-34, 20 Т-60
- на 18.09.1942 — 33 танка, в том числе 32 Т-34, 1 Т-70
- на 15.10.1942 — 40 танков, в том числе 8 КВ, 19 Т-34, 3 Т-70, 9 Т-60, 1 Т-40
- на 05.11.1942 — 42 танка, в том числе 10 КВ, 14 Т-34, 9 Т-70, 8 Т-60, 1 Т-40
- на 24.01.1943 — 45 танков, все — Т-34

## Состав
- Управление бригады (штат № 010/75)
- Рота управления (штат № 010/76)
- Разведывательная рота (штат № 010/77)
- 121-й танковый полк[8] (штат № 010/78)
  - 1-й тяжёлый танковый батальон
  - 1-й легкотанковый батальон
  - 2-й легкотанковый батальон
- Моторизованный стрелково-пулемётный батальон (штат № 010/79)
- Зенитный дивизион (штат № 010/80)
- Ремонтно-восстановительная рота (штат № 010/81)
- Автотранспортная рота (штат № 010/82)
- Медико-санитарный взвод (штат № 010/83)

- Управление бригады (штат № 010/303)
- Рота управления (штат № 010/304)
- Разведывательная рота (штат № 010/305)
- 1-й отдельный танковый батальон (штат № 010/306)
- 2-й отдельный танковый батальон (штат № 010/306)
- Мотострелково-пулемётный батальон (штат № 010/307)
- Ремонтно-восстановительная рота (штат № 010/308)
- Автотранспортная рота (штат № 010/309)
- Медико-санитарный взвод (штат № 010/310)

## Командование бригады

### Командиры бригады
- Радкевич, Николай Николаевич (25.08.1941 — 19.05.1942[9]), полковник, с 13.05.1942 генерал-майор;
- Шавров, Иван Егорович (05.1942 — 06.1942), майор (ВРИД);
- Невжинский, Михаил Васильевич[10] (06.1942 — 07.02.1943), подполковник, с 20.01.1943 полковник[11]

### Заместители командира по строевой части
- Кольнов Владимир Иванович (25.08.1941 — 29.12.1941), полковник;
- Якубовский, Иван Игнатьевич (30.01.1942 — 03.1942), майор;
- Адильбеков, Галий Адильбекович (27.03.1942 — 10.09.1942[12]), майор, с 30.08.1942 подполковник.

### Военные комиссары бригады, с 09.10.1942 — заместители командира бригады по политической части
- Плотников Иван Николаевич (25.08.1941 — 17.09.1942), батальонный комиссар;
- Доровицын Зосима Афанасьевич (17.09.1942 — 07.02.1943) старший батальонный комиссар, с 15.11.1942 подполковник[13]

### Начальники штаба бригады
- Бражников Андрей Константинович[14] (25.08.1941 — 04.1942), майор;
- Шавров, Иван Егорович (04.1942 — 09.1942), майор;
- Давидсон Самуил Аронович (05.1942 — 06.1942), майор (ВРИД);
- Николайчук Александр Маркович (09.1942 — 07.02.1943), майор[15]

## Воины бригады
- Якубовский, Иван Игнатьевич, с 3 января до марта 1942 года заместитель командира бригады (14 декабря — 28 декабря 1941 г. командир 121-го танкового полка в составе бригады), впоследствии 1-й заместитель министра обороны СССР и главнокомандующий Объединёнными вооружёнными силами стран Варшавского договора. Дважды Герой Советского Союза (награждён не в составе бригады).
- Адильбеков, Галий Адильбекович, с 27 марта до осени 1942 года заместитель командира бригады (21 ноября — 14 декабря 1941 г. командир 121-го танкового полка в составе бригады), впоследствии: осенью 1942-го г. командир 47-й отдельной танковой бригады, командир 47-го отдельного гвардейского танкового полка прорыва. Погиб на Букринском плацдарме при освобождении Киева 21-го октября 1943 г. Награждён: орденом Красного Знамени за бои под Витебском и Трубчевском, участие в контрнаступлении в сентябре 1941 г. (13.02.1942 награждён в составе бригады), орденом Красного Знамени (1943 г. посмертно), медалью «За оборону Сталинграда» (1943).